# Слобода (Смолевицький район, Пекалинська сільська рада)
Слобода (біл. вёска Слабада) — село в складі Смолевицького району Мінської області, Білорусь. Село підпорядковане Пекалинській сільській раді, розташоване в центральній частині області.